# Al Capp
Al Capp, pseudonimo di Alfred Gerald Caplin (New Haven, 28 settembre 1909 – South Hampton, 5 novembre 1979), è stato un fumettista statunitense.
Figlio di immigrati lettoni di origine ebraica, la fama di Capp, almeno in Italia, è principalmente legata alla sua creazione più celebre, la striscia comico-satirica Li'l Abner. Vinse il Reuben Award della National Cartoonists Society nel 1947 come "fumettista dell'anno", e nel 1979 si aggiudicò il premio Elzie Segar Award (postumo) per il suo "unico ed irripetibile contributo alla professione del fumettista". Fino al 1934, le varie storie dei personaggi delle strisce a fumetti dei quotidiani erano tutte ambientate in contesti urbani di città americane site nel nord del Paese, poi Capp ebbe l'idea di introdurre "Li'l Abner", primo fumetto ambientato nel Sud della nazione.

## Biografia

### Inizi
Nato a New Haven (Connecticut), in una famiglia di ebrei dell'est, Alfred G. Caplin era il figlio maggiore di Otto Philip e Matilda (Davidson) Caplin. I suoi fratelli, Elliott e Jerome, furono anche loro fumettisti, e sua sorella, Madeline, era una pubblicista. Entrambi i suoi genitori erano nativi della Lettonia, da dove le loro famiglie emigrarono a New Haven alla fine del 1800. «Mia madre e mio padre furono portati in questo paese dalla Russia quando erano bambini», scrisse Capp nel 1978. «I loro genitori scoprirono che la grande promessa dell'America era vera;— non era un crimine essere ebrei.»
Nell'agosto 1919, all'età di nove anni, Capp fu coinvolto in un incidente stradale con un tram che ebbe come conseguenza l'amputazione sotto il ginocchio della sua gamba sinistra. Secondo suo padre Otto, il giovane Capp non fu preparato psicologicamente all'amputazione essendo rimasto in coma per giorni, e si svegliò quando ormai l'operazione era stata eseguita. Gli venne data una protesi artificiale, che Capp iniziò ad usare gradualmente adottando uno stile di camminata lento che con il passare degli anni si fece sempre più doloroso. La tragedia di aver perso un arto da bambino favorì la sua visione cinica del mondo, maggiormente disincantata e pessimista rispetto a quella degli altri fumettisti del tempo. «Ero indignato con il mondo a causa di quella gamba», egli avrebbe rivelato nel corso di un'intervista del novembre 1950 concessa alla rivista Time.
Il padre di Capp, uomo d'affari fallito e disegnatore amatoriale, lo introdusse al disegno come forma di terapia. Dimostrò talento fin da subito, e in poco tempo divenne abbastanza bravo, studiando principalmente come autodidatta. Tra le sue prime influenze c'erano Phil May, illustratore della rivista Punch e i fumettisti statunitensi Tad Dorgan, Cliff Sterrett, Rube Goldberg, Rudolph Dirks, Fred Opper, Billy DeBeck, George McManus e Milt Gross. All'incirca nello stesso periodo, Capp divenne anche un vorace lettore. Secondo suo fratello Elliot, Alfred a 13 anni aveva già letto tutto Shakespeare e George Bernard Shaw. Tra i suoi autori preferiti da ragazzo c'erano Dickens, Smollett, Mark Twain, Booth Tarkington, e in seguito, Robert Benchley e S. J. Perelman.
Trascorse cinque anni alla Bridgeport High School di Bridgeport, Connecticut, senza però mai conseguire il diploma. Si iscrisse quindi a vari istituti d'arte nell'area della Nuova Inghilterra quali Boston Museum School of Fine Arts, Pennsylvania Academy of Fine Arts, e Designers Art School in Boston, frequentandole in successione tutte e tre ma dalle quali però fu buttato fuori per non aver pagato la retta scolastica. Deciso a diventare un disegnatore di fumetti, nel 1932 si trasferì a New York. Si stabilì in uno scalcinato appartamento nel Greenwich Village ed iniziò a disegnare strisce pubblicitarie a 2 dollari al pezzo. Alla fine, a 23 anni, trovò lavoro alla Associated Press.
Nel marzo 1932, a Capp fu affidata la striscia di Colonel Gilfeather, un personaggio creato da Dick Dorgan nel 1930. Egli cambiò la serie intitolandola a Mister Gilfeather, ma presto il fumetto gli venne a noia. Lasciò la Associated Press nel settembre 1932. Prima di andarsene, incontrò Milton Caniff e i due divennero grandi amici. Capp si spostò a Boston e sposò Catherine Wingate Cameron, che aveva conosciuto alla scuola d'arte.
In questo periodo, Capp iniziò a lavorare di notte a una striscia comica di sua invenzione che sarebbe diventata Li'l Abner. Basò i personaggi della serie sugli autentici campagnoli da lui incontrati mentre viaggiava in autostop attraverso la Virginia Occidentale rurale e la Cumberland Valley quando era adolescente. Egli vendette Li'l Abner alla United Feature Syndicate (ora United Media). Il fumetto venne lanciato lunedì 13 agosto 1934, su otto quotidiani statunitensi, incluso il New York Mirror; e divenne un successo immediato. Alfred G. Caplin prese ad utilizzare il nome d'arte "Al Capp", divenuto così conosciuto che Caplin cambiò legalmente nome nel 1949.

### Li'l Abner
Iniziate come uno scherzo sui campagnoli burini, le strisce disegnate da Capp del personaggio di Li'l Abner divennero uno dei fumetti più inventivi, popolari e meglio disegnati del XX secolo. Presentando personaggi vitali e ben costruiti, situazioni bizzarre, e in egual misura suspense, slapstick, ironia, satira, humor nero e critica sociale, Li'l Abner viene considerato un classico nel suo genere. La striscia comica ha per protagonista Li'l Abner Yokum, un sempliciotto muscoloso di circa vent'anni, loquace ma bonario ed eternamente innocente che vive con i suoi genitori - Mammy Yokum, donna autoritaria, con la tendenza a imporsi a pugni nelle discussioni, e Pappy Yokum, quest'ultimo un bambinone senza età, piccolo di statura, bruttino, ingenuo e fannullone.
Gli Yokum vivono nel villaggio di Dogpatch, in Kentucky. Descritta dal suo creatore come "una progredita comunità dell'età della pietra", Dogpatch è costituita principalmente da baracche di tronchi fatiscenti, alberi di pino e campi di grano. Sebbene Abner avesse sempre cercato di eludere gli obiettivi matrimoniali di Daisy Mae Scragg, la sua prosperosa e sexy bionda (ma virtuosa) ragazza, alla fine Capp cedette alla pressione dei lettori e permise alla coppia di sposarsi. Questo evento venne celebrato addirittura sulla copertina della rivista Life il 31 marzo 1952.
Il successo della striscia comica crebbe da una diffusione iniziale su otto giornali, a più di 900 in tutto il mondo. Durato dal 1934 al 1977, al suo apice, è stato stimato che Li'l Abner veniva letto ogni giorno da circa 60-70 milioni di persone nei soli Stati Uniti. Indirizzato agli adulti, anche se veniva letto pure dai ragazzi, il fumetto ispirò due film, un musical di Broadway e un parco giochi a tema situato in Arkansas, che chiuse i battenti nel 1993 dopo 25 anni di attività.

### Seconda guerra mondiale

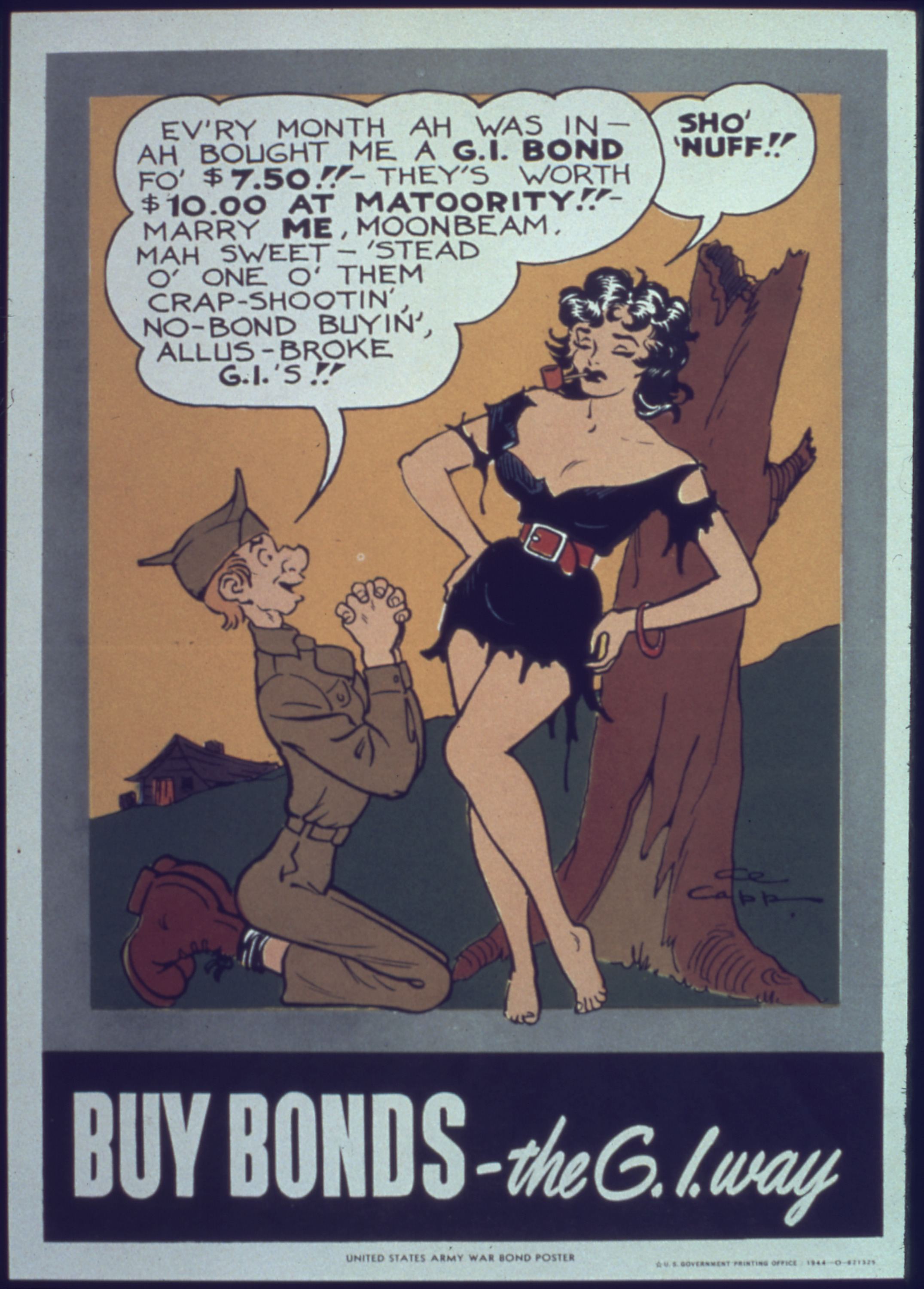
Manifesto disegnato da Al Capp in favore dei buoni fruttiferi dell'esercito statunitense

Durante la seconda guerra mondiale e per molti anni dopo, Capp partecipò senza sosta ad attività di beneficenza visitando ospedali di reduci per intrattenere i pazienti, specialmente mutilati ed invalidi, spiegando loro che la perdita di un arto non significava per forza la fine di una vita felice e produttiva. Non nascondendo la propria disabilità, Capp scherzò apertamente circa la sua gamba artificiale per tutta la vita. Nel 1946, creò uno speciale fumetto a colori intitolato Al Capp by Li'l Abner, destinato alla Croce rossa per incoraggiare le migliaia di veterani amputati. Capp fu coinvolto anche nelle attività della Sister Kenny Foundation, che sperimentò nuove cure per la poliomielite negli anni quaranta. Svolgendo le sue funzioni come presidente onorario, Al Capp fece apparizioni pubbliche a favore della fondazione, contribuendo a raccogliere fondi ed intrattenendo bambini paraplegici negli ospedali infantili con disegni e storielle umoristiche.

### Li'l Abner: film e musical
Nel 1940 venne prodotto dalla RKO un adattamento cinematografico di Li'l Abner, con Granville Owen nella parte di Li'l Abner e con la partecipazione straordinaria di Buster Keaton. Nel 1956 debuttò a Broadway anche un musical di successo ispirato al fumetto, che ebbe 693 repliche. Il musical conteneva musiche e testi di Gene de Paul e Johnny Mercer e nel 1959 venne adattato per il grande schermo dalla Paramount in un film in Technicolor intitolato Il villaggio più pazzo del mondo (Li'l Abner), dal produttore Norman Panama e dal regista Melvin Frank, con colonna sonora di Nelson Riddle.

### Posizioni politiche negli anni sessanta
Negli anni sessanta Capp e famiglia vivevano a Cambridge, Massachusetts, vicino a Harvard durante il periodo delle dimostrazioni studentesche contro la guerra in Vietnam. I radicali di sinistra e i "figli dei fiori" diventarono inevitabilmente bersagli dell'ironia di Capp. Insieme alle sue caricature degli uomini d'affari della destra repubblicana, con personaggi come General Bullmoose e J. Roaringham Fatback, egli iniziò a proporre "parodie" di icone della controcultura come Joan Baez (nel personaggio di Joanie Phoanie). Il personaggio etichettava la Baez come una radical chic, una "liberale in limousine"; accusa che la ferì molto, come da lei raccontato anni dopo nella sua autobiografia del 1987 And A Voice To Sing With: A Memoir. Altro bersaglio fu il Senatore Ted Kennedy, parodiato come "Senator O. Noble McGesture".
Capp iniziò a parlare pubblicamente nei campus universitari, attaccando dimostranti antimilitaristi ed attivisti politici. Mise in parodia anche gruppi studenteschi che si occupavano di politica. Lo Youth International Party (YIP) e lo Students for a Democratic Society (SDS) diventarono in Li'l Abner gli "Students Wildly Indignant about Nearly Everything!" (SWINE) (in italiano: "Gli studenti selvaggiamente indignati circa quasi tutto!").
Le polemiche con gli studenti finirono anche registrate su disco nell'album Al Capp On Campus di fine anni sessanta. L'album contiene la sua interazione con gli studenti del Fresno State College (ora California State University, Fresno) su argomenti quali "umanitarismo", "arte astratta" (che Capp detestava) e "proteste studentesche". La copertina dell'album mostra un fumetto con degli hippy arrabbiati che marciano con dei cartelli con slogan quali "End Capp Brutality", "Abner and Daisy Mae Smoke Pot", "Capp Is Over [30, 40, 50—all crossed out] the Hill!!", e "If You Like Crap, You'll Like Capp!".

### Incontro con John Lennon & Yōko Ono
Noto per le sue posizioni conservatrici, il fumettista fece visita a John Lennon e Yōko Ono durante il loro Bed-In per la pace a Montreal nel 1969 e il loro polemico confronto apparve successivamente nel film documentario Imagine: John Lennon (1988). Introducendosi con le parole: «Sono un terribile fascista di Neanderthal. Come state?», Capp si congratulò ironicamente con la coppia per la copertina del loro album Two Virgins dove John & Yōko appaiono completamente nudi: «Penso che tutti debbano questo al mondo per dimostrare di avere i peli pubici. L'avete fatto, e vi dico che vi applaudo per questo». Dopo questa uscita, Capp insulta Yōko Ono rivolgendosi a Lennon e dicendogli: «Dio santo, andrai a vivere con questa?», e Derek Taylor, l'addetto stampa dei Beatles, gli chiede di andarsene. Tuttavia Lennon vuole che egli resti, ma la conversazione si inasprisce inevitabilmente. Quando Capp alla fine se ne va, Lennon inizia a cantare una versione improvvisata della sua The Ballad of John and Yoko modificandone il testo per canzonarlo: «Christ, you know it ain't easy / You know how hard it can be / The way things are goin' / They're gonna crucify Capp!».

### Accuse di molestie sessuali
Nella sua autobiografia, l'attrice statunitense Goldie Hawn scrisse che Capp aveva tentato degli approcci sessuali nei suoi confronti promettendole una parte in un film e che le aveva mostrato i genitali quando lei aveva diciannove anni. Quando rifiutò le sue avance, Capp si infuriò e le disse che "non avrebbe mai combinato nulla nella vita", che sarebbe finita a "sposare un dentista ebreo", e come "non avesse futuro nel business dell'industria cinematografica".
Nel 1971, il giornalista investigativo Jack Anderson scrisse che Al Capp aveva mostrato i propri genitali a quattro studentesse della University of Alabama. In seguito, si legge nello stesso articolo, dopo un incidente occorso alla University of Wisconsin-Eau Claire, Capp fu arrestato con l'accusa di atti osceni in luogo pubblico e sodomia. Pagò una multa di 500 dollari, ma la sua carriera e reputazione rimasero danneggiate per sempre. Due biografie, una su Goldie Hawn e l'altra su Grace Kelly, descrivono Capp come molestatore sessuale di entrambe le attrici.

### Morte
Gli ultimi anni di vita di Capp furono funestati dalla malattia e da tragedie famigliari. Nell'ottobre 1977, venne a mancare una delle sue due figlie; qualche settimana dopo, una nipote da lui molto amata restò uccisa in un incidente stradale. Fumatore da anni, Capp morì il 5 novembre 1979 a causa di un enfisema polmonare nella sua casa a South Hampton, New Hampshire. Venne sepolto nel Mount Prospect Cemetery di Amesbury, Massachusetts. Scolpita sulla sua lapide c'è una citazione di Thomas Gray: "Il contadino torna a casa arrancando faticosamente / E lascia il mondo alle tenebre e a me", nell'originale: "The plowman homeward plods his weary way / And leaves the world to darkness and to me" (da Elegia scritta in un cimitero campestre, 1751).